# Šterk
Šterk je priimek več znanih ljudi:
- Andrej Marija Šterk/Sterk (1827—1901), tržaški škof hrvaškega rodu
- Apolonija Šterk, pevka zabavne glasbe
- Igor Šterk (*1968), filmski režiser
- Jure Šterk (1937—2009), slovenski pomorščak in popotnik, jadralec okoli sveta
- Karmen Šterk (*1968), socialna in kulturna antropologinja, profesorica FDV
- Pavel Šterk, narodnozabavni glasbenik
- Vladimir Šterk, hrvaški arhitekt judovskega rodu